# Nils Fridolfsson
Arvid Nils Ulrik Fridolfsson, född 3 juli 1906 i Rödeby församling, Blekinge län, död där 30 juni 1986, var en svensk riksdagspolitiker (s).
Fridolfsson var ledamot av riksdagens andra kammare 1961–1970 för Blekinge läns valkrets. Han var också ledamot av den nya enkammarriksdagen 1971. Han var även kommunfullmäktigeledamot samt landstingsledamot.